# Алексєєва Інна Володимирівна
І́нна Володи́мирівна Алексє́єва — українська науковиця, винахідниця. кандидат хімічних наук, лауреатка Державної премії України в галузі науки і техніки (2001).

## З життєпису
Станом на 2001 рік — кандидат хімічних наук, старша наукова співробітниця Інституту молекулярної біології і генетики НАН України.
Лауреатка Державної премії України в галузі науки і техніки 2001 року — за цикл робіт «Теорія і практика створення антисигнатурних олігодезоксирибонуклеотидів як універсальних антимікробних засобів»; співавтори Дубей Ігор Ярославович, Єгоров Олег Володимирович, Макітрук Василь Лукич, Малиновська Лариса Петрівна, Панченко Лариса Петрівна, Серебряний Саул Бенціонович, Скрипаль Іван Гаврилович, Федоряк Дмитро Михайлович, Шаламай Анатолій Севастянович.
Серед патентів: «Спосіб виявлення низькомолекулярних інгібіторів біосинтезу нуклеїнових кислот», 2010, співавтори Пальчиковська Лариса Гнатівна, Рибалко Світлана Леонтіївна, Швед Анатолій Давидович.